# La jangada
A jangada (no original, La jangada ou La jangada - Huit cents lieues sur l'Amazone) é um livro de Júlio Verne, ambientado na Amazônia brasileira, em 1852. Foi publicado em 1880. (ISBN 85-7479-556-9).

## Sinopse
Ambientado na Amazônia, este romance foi publicado originalmente em 1881. Júlio Verne, é sabido, nunca pisou na Amazônia, nem mesmo no Brasil. Sua imaginação, seus textos trabalharam, portanto, a partir de outros escritos, outras imagens. "A Jangada" conta a história de uma viagem empreendida pela família de um próspero fazendeiro instalada em Iquitos. O objetivo confesso: ir a Belém para casar Minha, a filha, com um colega de estudos do irmão. Mas Joam Garral tem também suas razões secretas: conseguir, correndo o risco da sua efetiva execução, a revisão da sentença que o condenou injustamente à morte pelo caso de um roubo de diamante vinte e seis anos antes, enquanto ele trabalhava, sob a sua verdadeira identidade de Dacosta, nas minas imperialistas brasileiras. Com o objetivo de se deslocar, visto que o projeto era familiar, o herói não imagina outro meio senão construir uma gigantesca aldeia flutuante que se deixará levar pela correnteza.